# Symmachia juratrix
Espèce
Symmachia juratrix est un insecte lépidoptère appartenant à la famille  des Riodinidae et au genre Symmachia.

## Taxonomie
Symmachia juratrix a été décrit par John Obadiah Westwood en 1851.

## Description
Symmachia juratrix est un papillon aux ailes antérieures à bord costal bossu, au dessus marron tacheté de marron plus clair  à ligne submarginale de points marron surmontés de triangles ocre, avec, au milieu du bord costal un triangle blanc beige. Le revers des ailes antérieures est identique à leur dessus.
Les ailes postérieures sont de couleur rouge cuivre avec une ligne submarginale de points marron et leur revers est marron tacheté plus clair et plus foncé comme les ailes antérieures.

## Biologie
L'imago de Symmachia juratrix est surtout présent durant la saison sèche en octobre novembre.

## Écologie et distribution
Symmachia juratrix est présent au Brésil et en Guyane,.

### Biotope
Symmachia juratrix réside dans les arbres en zone ouverte, lisière de forêt ou clairière.

### Protection
Pas de statut de protection particulier.